# Dann schon lieber Lebertran
Dann schon lieber Lebertran ist eine deutsche Kurzfilmkomödie aus dem Jahre 1931 des Regie-Debütanten Max Ophüls mit Käthe Haack und ihrer neuneinhalbjährigen Tochter Hannelore Schroth, die hier ihren Einstand vor der Kamera gab, in zwei der Hauptrollen. Das Drehbuch verfasste ein weiterer filmischer Neuling, der Kinderbuchautor Erich Kästner, auf dessen 1927 verfasstes, aber erst 2013 uraufgeführtes Theaterstück Klaus im Schrank oder Das verkehrte Weihnachtsfest die Geschichte basierte. Der Film gilt heute als verschollen.

## Handlung
Peter Augustin hat die Nase voll davon, als kleiner Junge immer Dinge tun zu sollen, die zwar seine Eltern für richtig halten, er aber nicht einsehen will, etwa nach seiner Meinung jeden Abend viel zu früh ins Bett gehen zu müssen. Der Gipfel allen Übels ist der allabendliche Löffel Lebertran, den er und seine Schwester Ellen zu schlucken haben. Eines Tages wendet sich der Junge gleich an die höchste Instanz mit einem Stoßgebet: „Lieber Gott, lass einmal die Kinder Eltern und die Eltern Kinder sein!“ Petrus im Himmel hört den Hilfeschrei und beschließt, da Gott gerade unabkömmlich ist, selbst aktiv zu werden und des kleinen Peters sehnlichsten Wunsch zu erhören. Damit beginnen sich jedoch die Dinge für alle Beteiligten von schlimm bis richtig schrecklich zu entwickeln …
Klein Peter muss nun die väterliche Zigarre rauchen, die ihm so gar nicht schmeckt, und ist, als er am Schreibtisch seines Erzeugers sitzt, um die geschäftliche Korrespondenz zu erledigen, hoffnungslos überfordert. Wichtige Geschäftspapiere werden sogleich vernichtet, und ein Streik der Arbeiterschaft droht! Tochter Ellen muss sich nicht nur mit der Abendtoilette von Frau Mama herumplagen, sondern bei gesellschaftlichen Anlässen auch noch gepflegte Konversation, die ihre Mutter perfekt beherrscht, üben. Den Eltern in den Rollen der Kinder geht es nicht gerade besser; von einem biestigen Lehrer zu ihrem Wissen gefragt, müssen Herr und Frau Augustin feststellen, dass ihre Schulbildung nach all diesen Jahren schulischer Abstinenz doch schon arg gelitten hat. Als Gott nach seiner Rückkehr das von Petrus angerichtete Chaos sieht, spricht er ein Machtwort, und am selbigen Abend ist alles wieder so, wie es sich gehört: Selbst Klein-Peter muss kleinlaut eingestehen: Angesichts dieser anstrengenden Erwachsenenwelt wird er wohl in Zukunft „dann schon lieber Lebertran“ zu sich nehmen.

## Produktionsnotizen
Dann schon lieber Lebertran entstand im August 1931 in den UFA-Studios von Babelsberg, passierte am 23. Oktober desselben Jahres die Zensur und wurde für die Jugend freigegeben. Die Uraufführung erfolgte exakt einen Monat darauf. Der 605 Meter lange Streifen lief am Uraufführungstag in Berlin als Vorfilm zu den Produktionen Strohwitwer, Der Herr Finanzdirektor, Der Draufgänger und Der Hochtourist.
Hans Sohnle und Otto Erdmann gestalteten die Filmbauten, Walter Tjaden sorgte für den Ton.

## Kritiken
Wiens Mein Film konstatierte, es handele sich bei Ophüls’ Filmregiedebüt um eine „bezaubernde, federleichte Komödie.“
In einer weiteren, sehr viel späteren Betrachtung hieß es aus medizinischer Sicht, Kästner habe seine Geschichte „zum Mittelpunkt einer recht heiteren Kritik am Eltern-Kind-Verhältnis in der modernen Familie gemacht.“